# Walter Buchheim

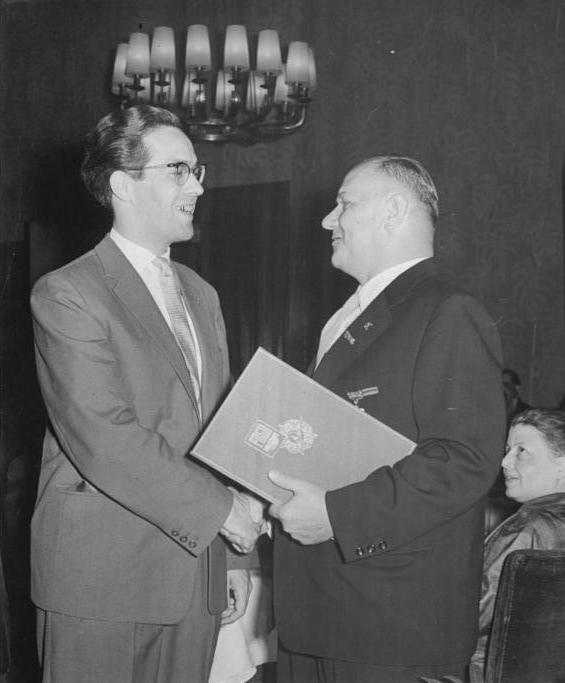
Walter Buchheim (rechts) überreicht Hans-Jürgen Steinmann den Literaturpreis des FDGB 1960 für seinen Roman Die größere Liebe

Walter Buchheim (* 28. Januar 1904 in Pegau; † 1. November 1979) war ein deutscher Politiker, FDGB-Funktionär und Vorsitzender der Volkssolidarität.

## Leben
Buchheim wurde als Sohn eines Schuhmachers geboren. Nach dem Besuch der Volksschule in Cöllnitz und Groitzsch machte er von 1918 bis 1922 eine Lehre zum Metallschleifer, bis 1929 war er in diesem Beruf tätig. Von 1929 bis 1931 war Buchheim Bergmann im Braunkohlenbergbau.
1923 trat Buchheim dem KJVD bei, für den er Funktionen auf regionaler Ebene erfüllte. 1926 wurde er Mitglied der KPD. Von 1931 bis 1933 war er Stadtverordneter in Groitzsch und hauptamtlicher Stadtrat.

### Zeit des Nationalsozialismus
Nach Machtübernahme der NSDAP  beteiligte sich Buchheim am Widerstand gegen den Nationalsozialismus. Er wurde mehrfach verhaftet: von August bis November 1933 Gefängnishaft, 1934–1936 sowie von August bis Oktober 1944 KZ Sachsenhausen. Nach der Entlassung aus dem KZ war er bis 1945 erneut als Metallschleifer tätig.

### Nach dem Zweiten Weltkrieg

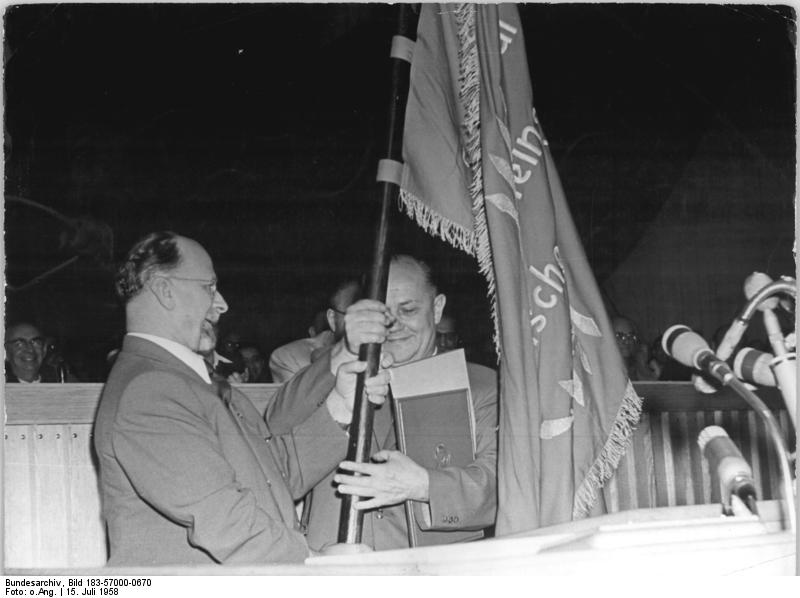
Walter Ulbricht überreicht auf dem V. Parteitag der SED Walter Buchheim (rechts) das Ehrenbanner (1958)

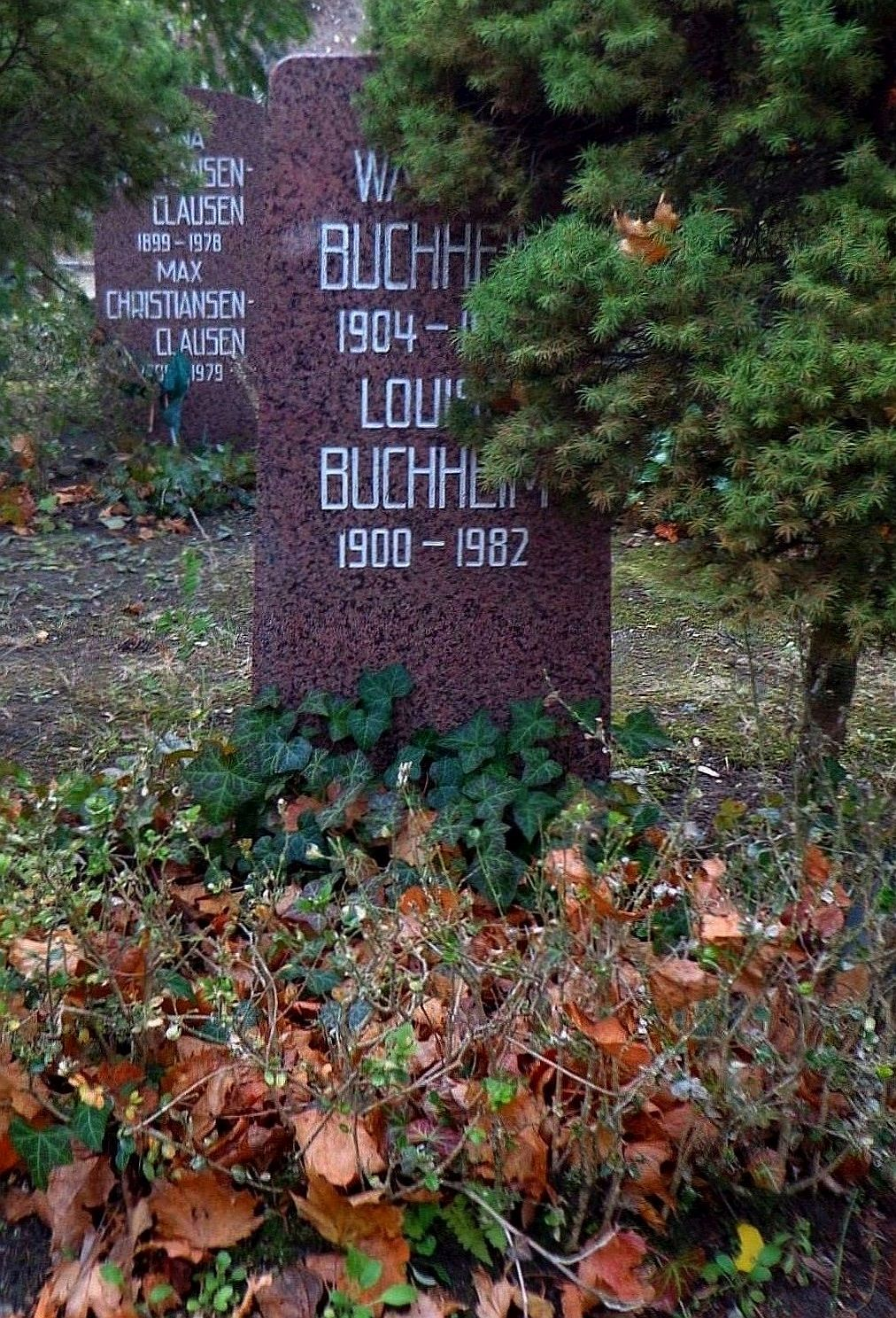
Grabstätte

Von 1945 bis 1949 war Buchheim Stadtverordneter der KPD bzw. SED und von August 1945 bis 1949 Bürgermeister in Groitzsch. 1949 besuchte er die Deutsche Verwaltungsakademie in Forst Zinna und war 1950/1951 Landrat im Landkreis Zittau. Nach dem Besuch der Landesparteischule der SED in Meißen (1951/1952), war er von 1952 bis 1959 Erster Sekretär der SED-Bezirksleitung Chemnitz bzw. Karl-Marx-Stadt und von 1952 bis 1958 Abgeordneter des Bezirkstages ebenda.
Von 1954 bis 1963 war Buchheim Mitglied des ZK der SED und von 1958 bis 1963 Abgeordneter der Volkskammer.
Von 1959 bis 1961 – als Nachfolger von Otto Lehmann – stellvertretender Vorsitzender des Bundesvorstandes des FDGB, von 1961 bis 1971 Vorsitzender des Zentralausschusses der Volkssolidarität. Von 1969 bis 1971 gehörte er als Mitglied dem Präsidium des Nationalrates der Nationalen Front der DDR an.
1971 trat Buchheim in den Ruhestand. Er starb 1979. Seine Urne wurde in der Grabanlage Pergolenweg des Zentralfriedhofs Friedrichsfelde beigesetzt.

## Auszeichnungen
- Vaterländischer Verdienstorden (VVO) in Gold (1954)
- Verdienstmedaille der DDR (1959)
- Ernst-Moritz-Arndt-Medaille
- Ehrenspange zum VVO in Gold (1969)
- Karl-Marx-Orden (1974)